# ソウル20人連続殺人事件
ソウル20人連続殺人事件（ソウル20にんれんぞくさつじんじけん）は、2003年9月から2004年7月にかけて大韓民国・ソウル特別市で発生した連続殺人事件。

## 事件の概要
2003年9月24日、ソウル特別市江南区新沙洞で大学名誉教授夫妻が殺害された。その後、2004年7月に犯人が逮捕されるまで、主に富裕層の高齢者や風俗嬢の合計20人が殺害された。

## 犯人
犯人のユ・ヨンチョルは韓国の殺人犯であり人肉愛好家でもある。21人の殺害を認めているが、その内の1件は証拠不十分で不起訴になっている。犠牲者の死体は3体は燃やし、少なくとも11体は解体し、その内幾つか内臓を食べたことを自白している。
ヨンチョルはテレビ番組で事件の動機について「女はふしだらであるべきではなく、金持ちは自分たちの所業を知るべきだ」と述べている。
ヨンチョルは韓国全羅北道生まれの男で中学1年生の時（14歳）に父を亡くし、中学卒業後は工業高校に進学したが、高校2年生の時に窃盗事件を起こして少年院送致となり高校を中退、それ以来転落人生を歩むことになった。その後、21歳の時に風俗嬢の女性と結婚したが、結婚後も窃盗や性犯罪を繰り返し、合計11年間を刑務所で送った。2002年5月に、妻はヨンチョルに愛想が尽き、離婚訴訟を申し立てて離婚に踏み切った。後年、ヨンチョルが風俗嬢をターゲットにしたのは、（風俗嬢だった）妻に対する当て付けの意味もあった。

## 逮捕後の捜査と裁判
逮捕後、犯人は合計26人を殺害したと供述し、当局は最終的に21人の殺害について起訴したが、その内の1人は後に別の連続殺人事件（ソウル西南部連続殺人事件）の犯人の仕業であることが明らかになった。2004年12月13日、ソウル中央地方法院はヨンチョルに死刑を言い渡した。そして翌2005年6月に死刑が確定した。
尚、ヨンチョルは2004年1月に窃盗の微罪で逮捕されていたが、この時は2日後に釈放されている。